# Helmut Trawöger
Helmut Trawöger (* 10. Juli 1948 in Gmunden) ist ein österreichischer Musikpädagoge, Dirigent und Flötist.

## Leben und Wirken
Trawöger studierte Flöte bei Rudolf Leitner, Walter Haseke und Kurt Redel und diplomierte 1973 an der Universität Mozarteum Salzburg. Es folgten Repertoirestudien und weitere Ausbildungen bei Wolfgang Schulz, Helmut Eder und Nikolaus Harnoncourt. Von 1992 bis 2011 war er Professor für Querflöte, Didaktik und Berufspraktikum an der Anton Bruckner Privatuniversität Linz.
In  Grieskirchen fungierte er von 1975 bis 1982 als Kapellmeister der Stadtkapelle Grieskirchen und von 1975 bis 1990 als Leiter der Musikschule Grieskirchen. Von 1990 bis 1995 leitete er das Oberösterreichische Landesmusikschulwerk und  von 1989 bis 1995 dirigierte er das oberösterreichische Jugendorchester sowie das Oberösterreichische Kammerorchester.
Trawöger ist Gründer mehrerer lokaler Orchester und Ensembles. Er initiierte 1995 die Akademie Schloss Tillysburg und war 13 Jahre lang deren Intendant.
Sein Sohn Norbert Trawöger ist Künstlerischer Direktor des Bruckner Orchester Linz. Seine Tochter Karin Bonelli ist Flötistin im Orchester der Wiener Staatsoper und Mitglied der Wiener Philharmoniker.

## Auszeichnungen
- Goldenes Ehrenzeichen für Verdienste um die Republik Österreich (2012)[4]

## Publikationen
- Querflötenschule (mehrteiliges Werk), Linz, 1989

## Medien
- Helmut Trawöger zu Gast bei Hörensagen mit Norbert Trawöger, DorfTV
- Helmut Trawöger bei Cultural Broadcasting Archiv (CBA)